# Absolwent
Absolwent (z łac. absolvens „kończący”) – osoba, która ukończyła szkołę, uczelnię lub kurs.
Absolwenci studiów w Polsce otrzymują dyplom ukończenia studiów na określonym kierunku i profilu potwierdzający wykształcenie wyższe oraz tytuł zawodowy:
- licencjata, inżyniera albo równorzędny – w przypadku studiów pierwszego stopnia;
- magistra, magistra inżyniera albo równorzędny – w przypadku studiów drugiego stopnia i jednolitych studiów magisterskich.